# Castillo de Argentelles

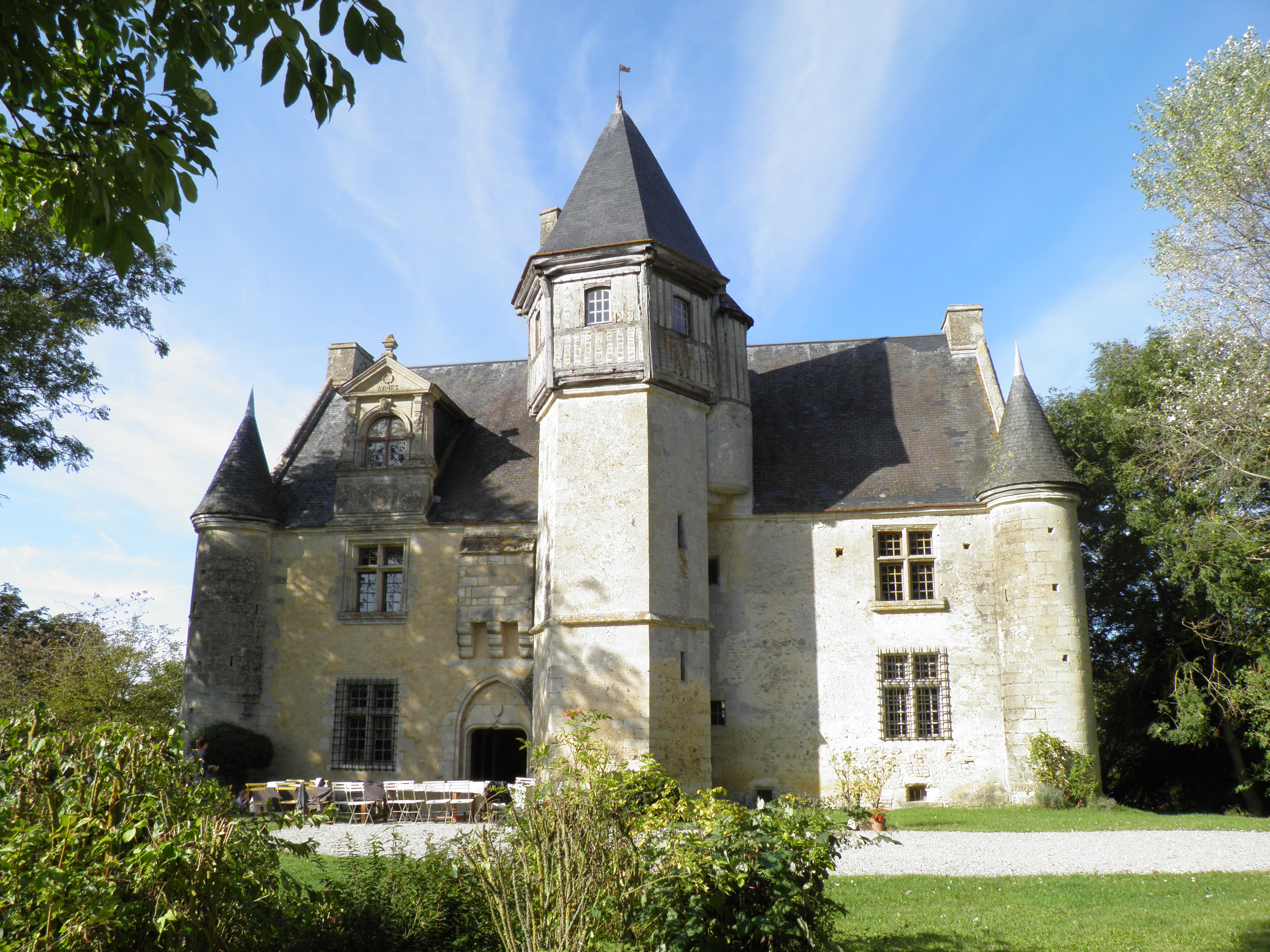
Fachada del castillo.

La mansión, palacio o castillo de Argentelles es una edificación defensiva situada en la comuna francesa de Villebadin, en la Normandía, Francia, clasificado como monumento histórico desde octubre de 1966.
Fue construido a finales de la Edad Media, en el siglo XV, entre los años 1414 y 1632, como puesto avanzado defensivo de la ciudad de Exmes bajo el ducado de Bretaña y ocupado por oficiales ingleses. A partir de la aplicación del Acta de Unión de Bretaña en 1532 se anexionó al reino francés; Enrique IV residió en él durante el año 1591.

## Arquitectura
El castillo está formado por una torre de defensa circular edificada sobre un terrón, rodeado por un foso, anexado a la zona de vivienda. En el año 1632 se le añadieron los dos grandes tragaluces de piedra.